# PNC Tower
La 4th & Vine Tower (antes conocida como Union Central Tower y Central Trust Bank Building) es un rascacielos de 151 m en el centro de Cincinnati, la tercera ciudad más poblada del estado de Ohio (Estados Unidos). Tiene 31 pisos de altura y tiene vistas a la costa del río Ohio. Es uno de los edificios más reconocibles en el horizonte de la ciudad, debido a la arquitectura helénica en la parte superior de la torre, que evoca el Mausoleo de Halicarnaso. Actualmente, pocos empleados de PNC Bank trabajan en 4th & Vine Tower, ya que la mayoría trabaja en el nuevo PNC Center. Aunque el PNC Bank tiene los derechos de señalización del edificio, ese no es el nombre oficial, sino 4th & Vine Tower. La señalización en el edificio era "Central Trust" hasta que se completó el Scripps Building en 1990.

## Historia
El sitio de la torre fue ocupado anteriormente por la Oficina de Correos y Aduanas de los Estados Unidos y también más tarde por el Edificio de la Cámara de Comercio.
Cuando se completó la construcción del edificio diseñado por Cass Gilbert en 1913, la Union Central Tower era el quinto edificio más alto del mundo y el segundo edificio más alto (edificio de oficinas más alto) fuera de Nueva York. El edificio abrió el 1 de mayo con costos de construcción finales de aproximadamente 3 millones de dólares. Siguió siendo el edificio más alto de Cincinnati hasta 1930, cuando se completó la construcción de la Carew Tower.
La 4th & Vine Tower se construyó originalmente como sede de The Union Central Life Insurance Company, que se mudó en 1964.
El edificio, junto con el rascacielos cercano, la Carew Tower, apareció en la apertura y el cierre del drama diurno The Edge of Night de 1967 a 1980. Cincinnati se había presentado como el escenario del programa, Monticello; la empresa que produjo el fabricante de productos Edge, jabón y productos de consumo Procter & Gamble, tiene su sede en Cincinnati. También apareció en los créditos de apertura y cierre de la comedia televisiva WKRP en Cincinnati, aunque el programa se produjo en Hollywood.